# Paul Kidby
Paul Kidby (* 1964) je anglický malíř, mnoha lidem známý díky tvorbě obálek a ilustrací pro Zeměplochu Terryho Pratchetta, což dělá od smrti Joshe Kirbyho v roce 2001.
Jeho práce jsou obsaženy zejména v Portfoliu Terryho Pratchetta – knize s ilustracemi některých postav Zeměplochy a v Posledním hrdinovi, dvacátém osmém, plně ilustrovaném dílu této série.